# Bad Sulza
Bad Sulza là một đô thị thuộc huyện Weimarer Land trong bang Thüringen, Đức. Đô thị này có diện tích 10,61 km², dân số thời điểm 31 tháng 12 năm 2006 là 3073 người. Đô thị này nằm bên sông Ilm, 15 km về phía tây nam Naumburg, và 18 km về phía bắc Jena.